# Acanthais callaoensis
Acanthais callaoensis is een slakkensoort uit de familie van de Muricidae. De wetenschappelijke naam van de soort is voor het eerst geldig gepubliceerd in 1828 door Gray.